# Crassula qoatlhambensis
Crassula qoatlhambensis är en fetbladsväxtart som beskrevs av B.J. Hargreaves. Crassula qoatlhambensis ingår i släktet krassulor, och familjen fetbladsväxter. Inga underarter finns listade i Catalogue of Life.